# Salla Simukka
Salla Simukka (Tampere, 16 juni 1981) is een Finse schrijfster en ze heeft onder andere Spoorloos geschreven.
Simukka toonde al op jonge leeftijd interesse in schrijven. Ze voltooide haar eerste boek toen ze 18 was en heeft sindsdien verschillende romans geschreven, naast het vertalen van buitenlandse werken naar het Fins.
- Bibsys: 14018322
- Biblioteca Nacional de España: XX5432267
- Bibliothèque nationale de France: cb16802198p (data)
- Gemeinsame Normdatei: 1049669843
- International Standard Name Identifier: 0000 0001 1129 7573
- Library of Congress Control Number: no2014106680
- Nationale Bibliotheek van Letland: 000209076
- Bibliotheek van het Japanse parlement: 001206970
- Nationale Bibliotheek van Tsjechië: xx0181477
- Nationale Bibliotheek van Israël: 987007518655405171
- Système universitaire de documentation: 18501531X
- Virtual International Authority File: 161740945
- WorldCat: E39PBJgMwrbB96w4BjjMthVV4q